# Marcelin Choe Chang-ju
Marcelin Choe Chang-ju (kor. 최창주 마르첼리노; ur. 1749 w Yeoju, zm. 25 kwietnia 1801 tamże) – koreański męczennik, błogosławiony Kościoła katolickiego.

## Życiorys
Choe Chang-ju urodził się w 1749 roku w rodzinie szlacheckiej. Kiedy miał 40 lat przyjął wiarę katolicką i został ochrzczony. Władze Korei były nieprzyjaźnie nastawione do chrześcijan i co pewien czas rozpoczynały ich prześladowania. W 1791 roku aresztowano Marcelina Choe Chang-ju z powodu jego wiary i gdy się jej wyparł pod wpływem tortur, uwolniono go. Później żałował, że wyrzekł się wiary przed prześladowcami. W 1800 roku ponownie go aresztowano. Wtrącono go do więzienia i torturowano, żeby wyrzekł się wiary. Wreszcie 25 kwietnia 1801 został ścięty w Yeoju w wieku 52 lat razem z dwoma innymi katolikami: Marcinem Yi Jung-bae oraz Janem Won Gyeong-do.
7 lutego 2014 papież Franciszek podpisał dekret o jego męczeństwie. Tenże sam papież beatyfikował go w dniu 16 sierpnia 2014 roku w grupie 124 męczenników koreańskich w czasie swojej podróży do Korei Południowej.